# Hadi Soua’an al-Somaily
Hadi Soua’an Al-Somaily (arabisch هادي صوعان الصميلي, DMG Hādī Ṣūʿān aṣ-Ṣumailī; * 30. Dezember 1976 in Taif) ist ein saudi-arabischer Leichtathlet, dessen Spezialdisziplin der 400-Meter-Hürdenlauf ist.
Bei den Weltmeisterschaften 1995 in Göteborg und 1999 in Sevilla scheiterte er im Vorlauf. Bei den Olympischen Spielen 2000 in Sydney gewann er dann überraschend die Silbermedaille mit seiner persönlichen Bestzeit von 47,53 Sekunden hinter Angelo Taylor (USA) und vor Llewellyn Herbert (RSA).
Bei den Weltmeisterschaften 2001 in Edmonton wurde er Vierter. 2002 gewann er Gold bei den Asienspielen und 2005 wie schon zuvor im Jahr 2000 bei den Asienmeisterschaften.